# Fridhemsplan

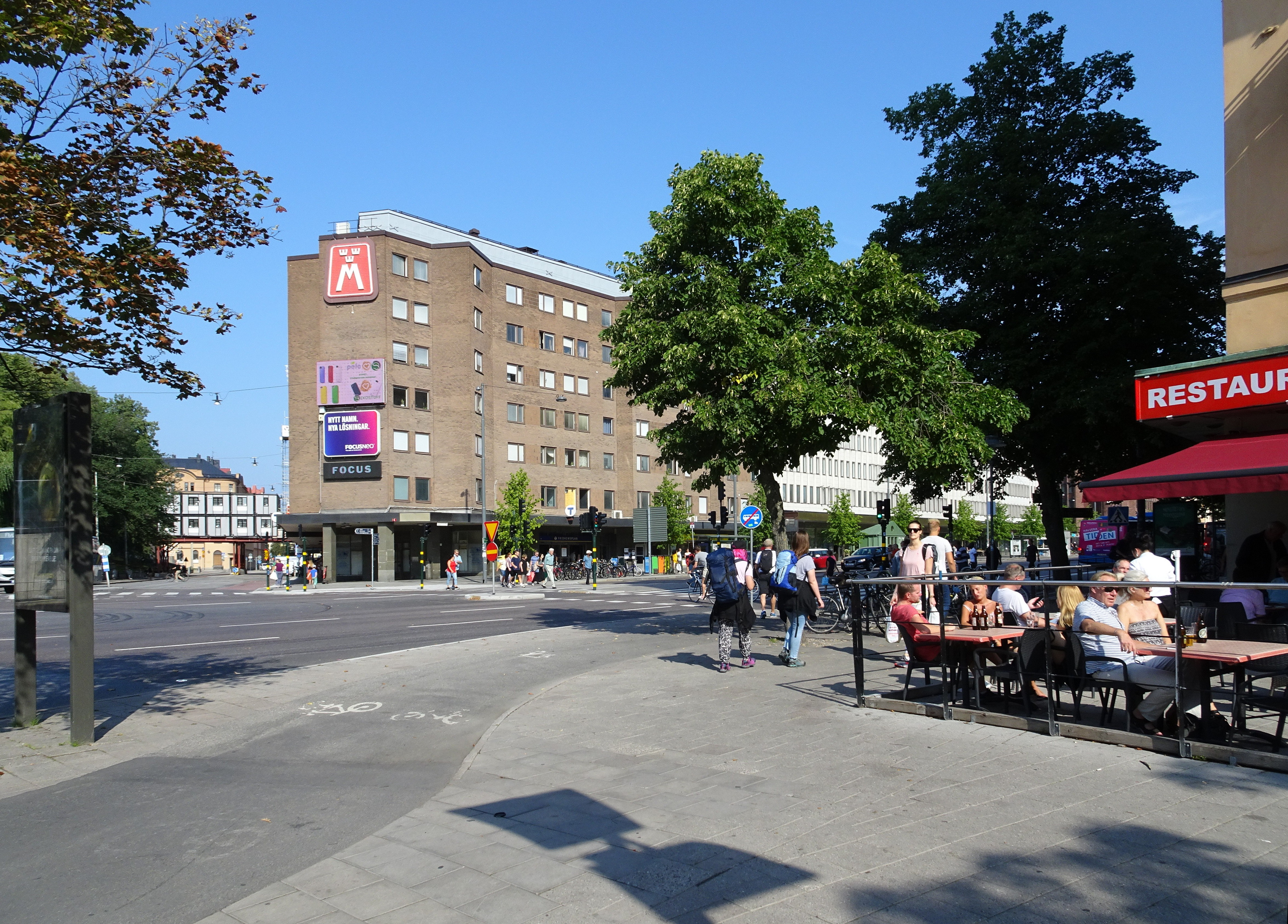
Fridhemsplan med Drottningholmsvägen i bakgrunden, september 2019.

Fridhemsplan är ett torg vid korsningen av Fridhemsgatan och Drottningholmsvägen i stadsdelarna Kungsholmen och Marieberg i Stockholm. Platsen fick sitt namn 1935. Ursprunget till namnet är okänt.

## Beskrivning

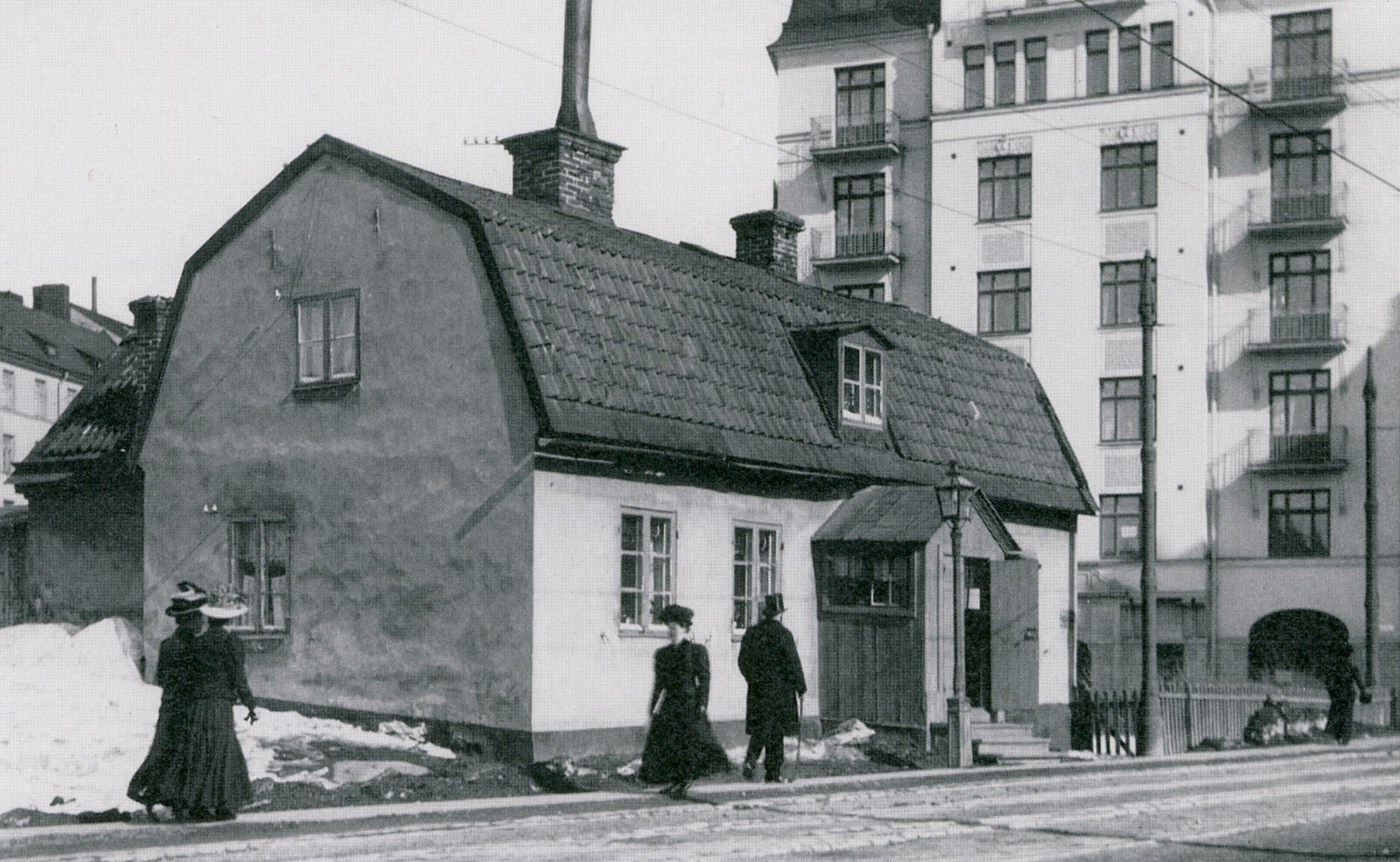
Gamla tullen vid Fridhemsplan, 1910.

Delen mellan Fleminggatan och Fridhemsplan motsvarar Fridhemsgatans äldre sträckning som före 1880-talet gick mellan Kungsholmens gamla och nya tull. Gamla tullen låg ungefär vid nuvarande korsning Fleminggatan / Sankt Eriksgatan och Nya tullen på platsen för nuvarande Fridhemsplan. 
Vid Fridhemsplan ligger bland annat Fridhemsplans tunnelbanestation och busshållplats, Stockholms sjukhem, Sverigefinska skolan i Stockholm, den tidigare biografen Draken och Restaurant Löwenbräu som 1970 flyttade hit från Jacobsgatan. Nedanför Fridhemsplan, i kvarteret Slaggen, ligger huset Fridhem även kallat Tegeltraven.
Trafikplatsen Fridhemsplan ligger längs Drottningholmsvägen mellan Fridhemsgatan och S:t Eriksgatan. Tidigare, med mer utsträckning utefter Drottningholmsvägen från Stockholms sjukhem och upp i backen mot Kronobergsparken, var detta en stor spårvägsknut för bland annat Ängbybanan och fram till 1968 en bussterminal för Mälaröbussarna. 
År 2015 presenterade Stockholms stad en plan för ombyggnad av den del av Fridhemsplan som utgör en del av Drottningholmsvägen. Bygget påbörjades hösten 2017 och blev färdigt i juni 2018. Mittrefugen revs, och en torgyta anlades på norra sidan av Drottningholmsvägen.

## Bilder

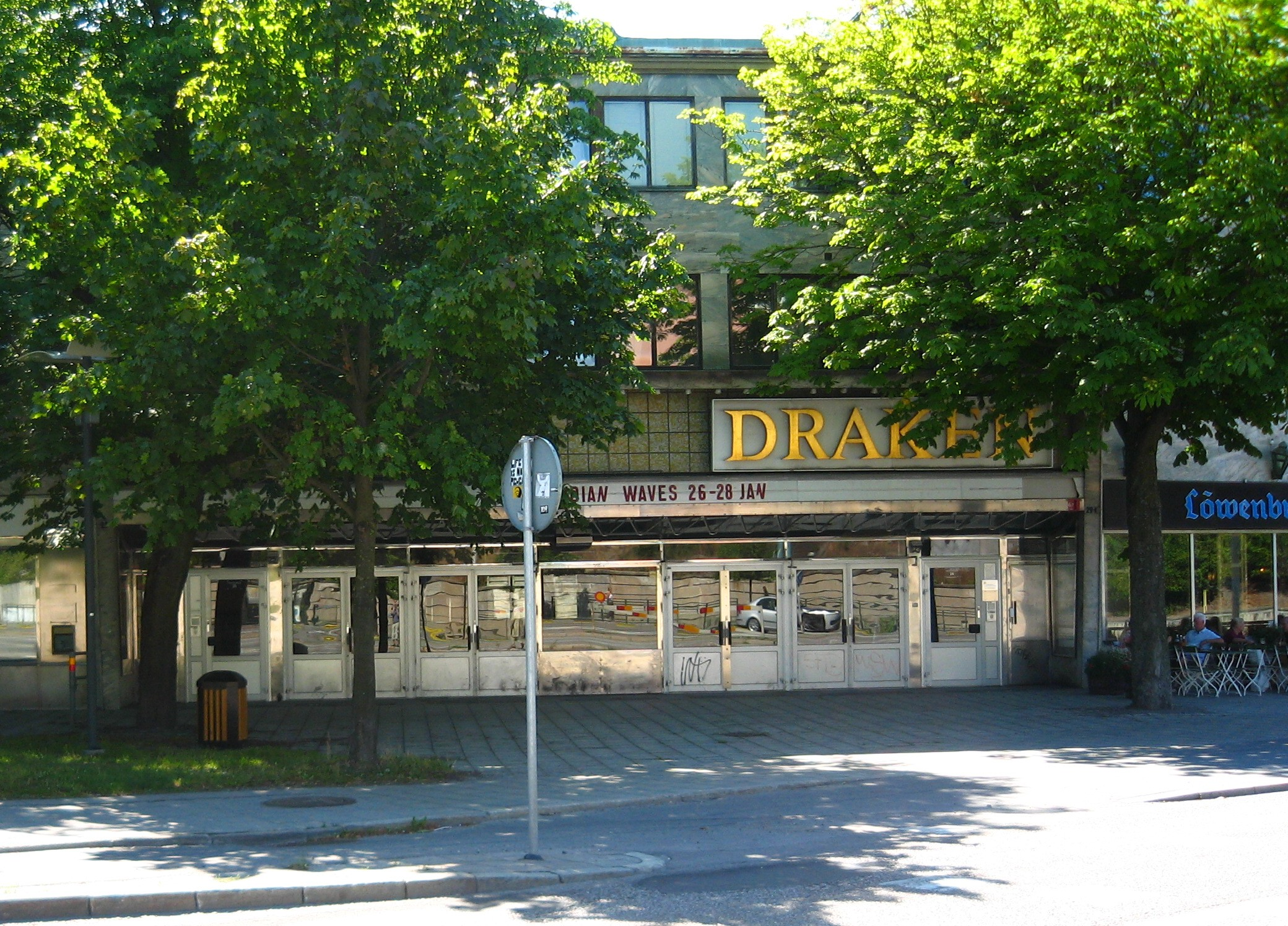
Biograf Draken, 2006.
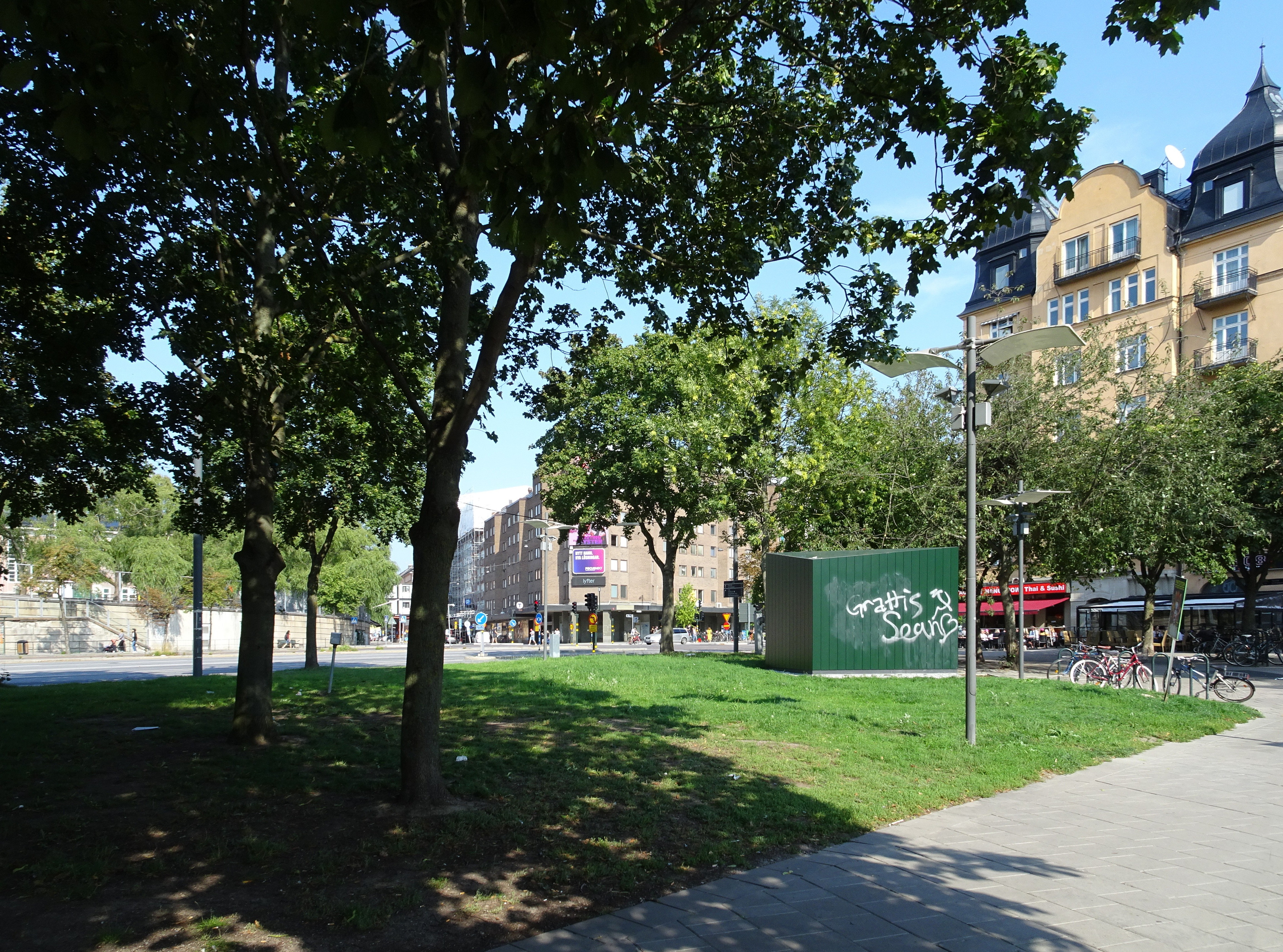
Fridhemsplan mot Sankt Eriksgatan, 2019.
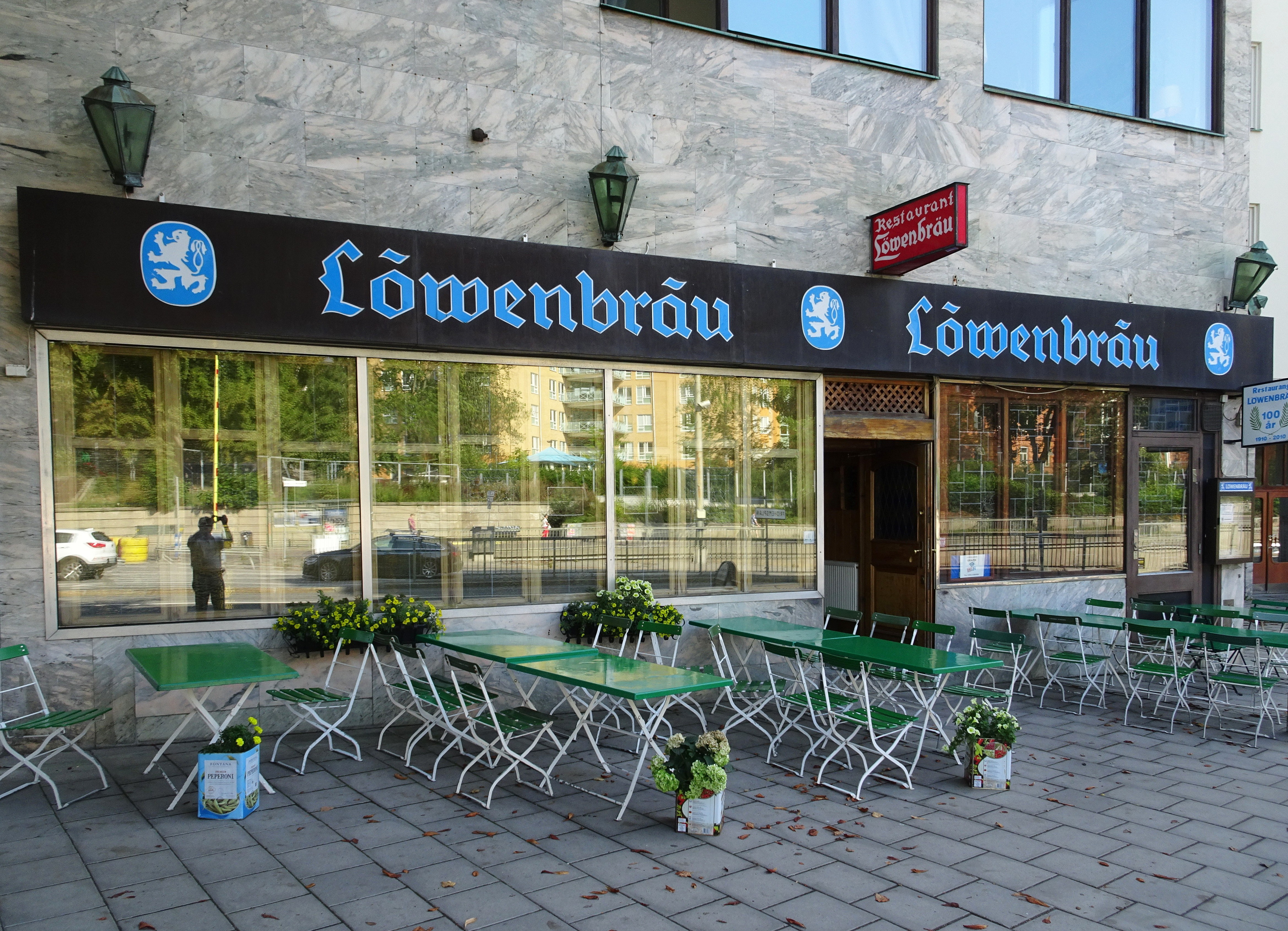
Restaurant Löwenbräu, 2019.
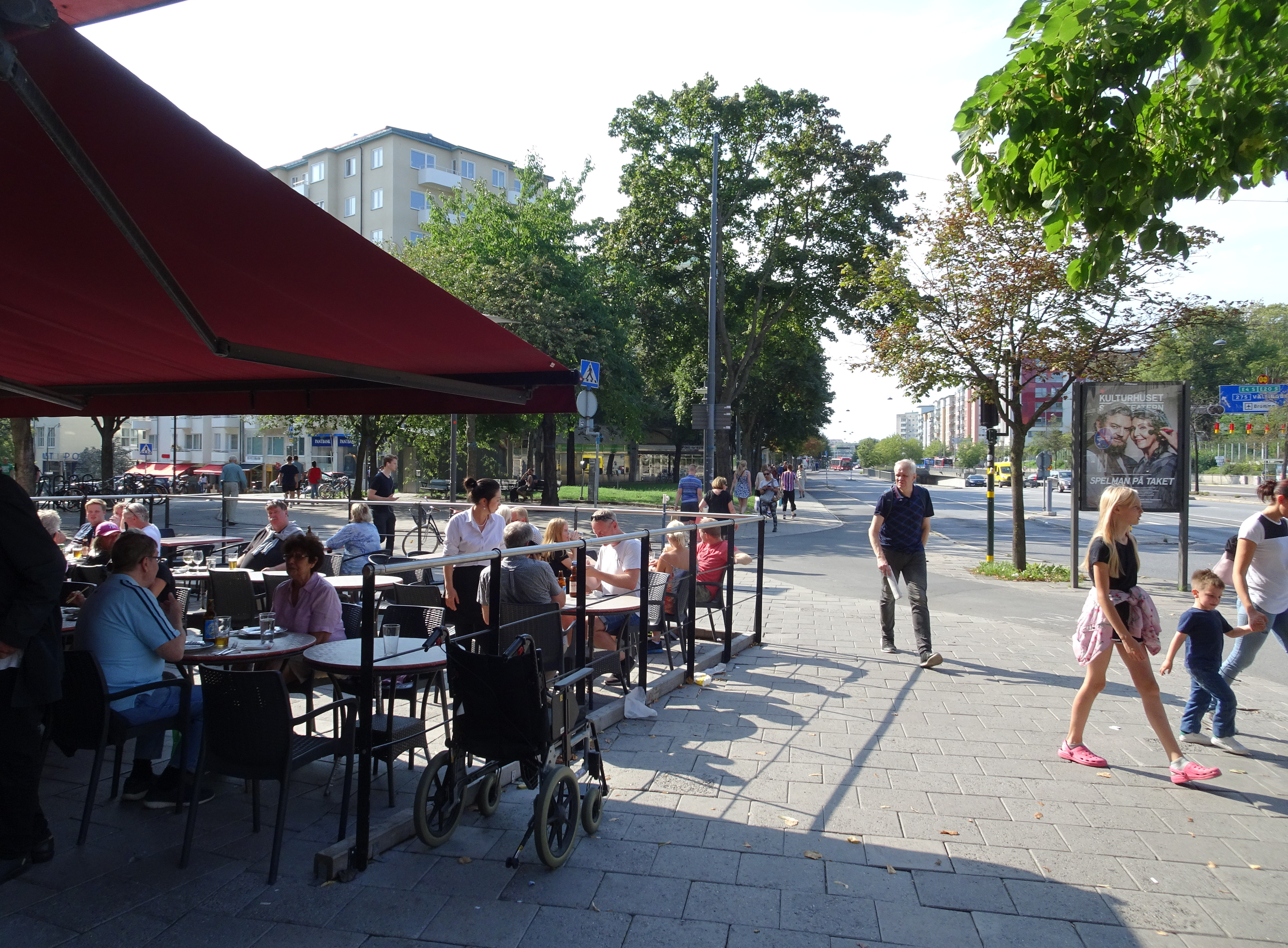
Fridhemsplan västerut, 2019.